# Phrixgnathus larochei
Phrixgnathus larochei är en snäckart som först beskrevs av Powell 1928.  Phrixgnathus larochei ingår i släktet Phrixgnathus och familjen punktsnäckor. Inga underarter finns listade i Catalogue of Life.